# معركة نهر كوندورشا
معركة نهر كوندورشا كانت أول معركة كبرى في حروب الفاتح المغولي تيمورلنك وتوختاميش حاكم خانية القبيلة الذهبية التي استمرت الحرب بينهما تسعة أعوام ما بين عام 1386م إلى عام 1395م. وقعت المعركة في نهر كوندورشا، في فولغا بلغاريا من القبيلة الذهبية، في ما هو اليوم سمارا أوبلاست في روسيا. حاول سلاح فرسان توختاميش تطويق جيش تيمور من الجناحين. ومع ذلك، جيش آسيا الوسطى صمد ضد الهجوم، جيش أسيا الوسطى صمد للهجوم، بعد ذلك جعل هجوم جيش تيمور الأمامي المفاجئ جيش القبيلة الذهبية يهرب. ومع ذلك، هرب العديد من قوات القبيلة الذهبية للقتال مرة أخرى في تيريك.